# St. Anna (Schönbuchen)

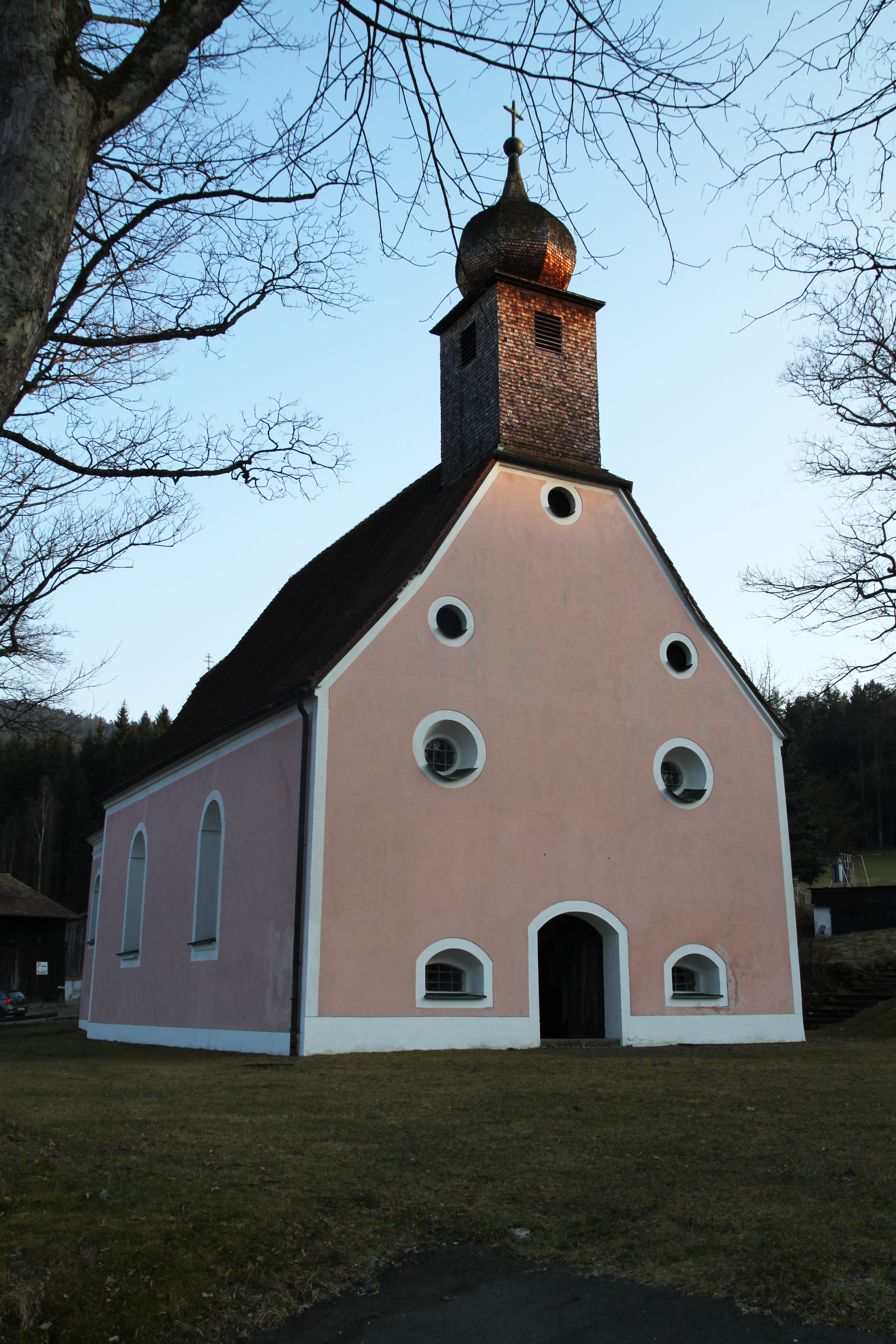
St. Anna in Schönbuchen

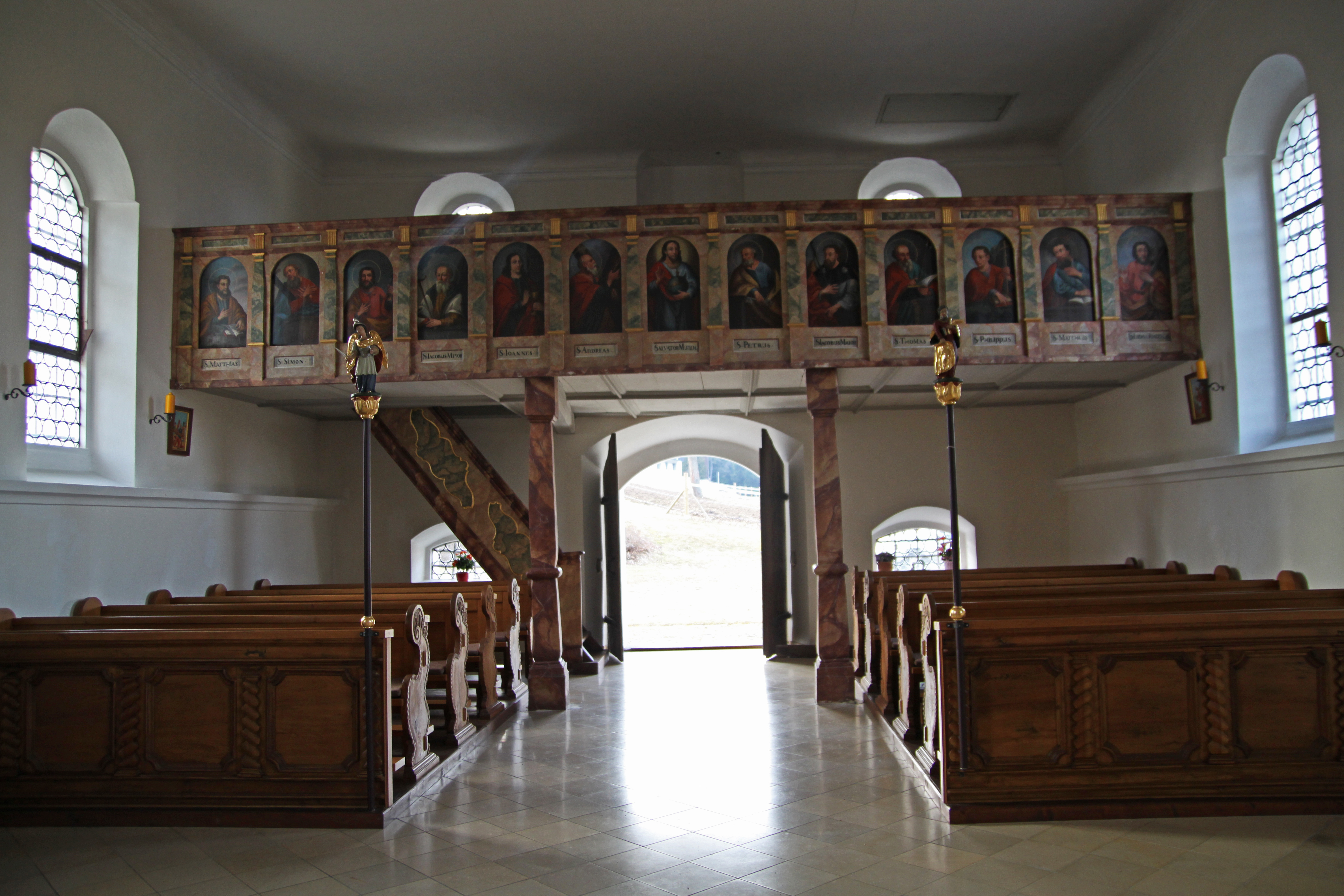
Innenraum mit Westempore

Die römisch-katholische, denkmalgeschützte Wallfahrtskirche St. Anna steht in Schönbuchen, einem Gemeindeteil von Grafenwiesen im Landkreis Cham in der Oberpfalz. Die Kirche gehört zum Bistum Regensburg. Das Bauwerk ist unter der Denkmalnummer D-3-72-130-7 als Baudenkmal in die Bayerische Denkmalliste eingetragen.

## Beschreibung
St. Anna in Schönbuchen ist eine Saalkirche, das heißt eine Kirche mit einschiffigem Langhaus. Nachdem etwa 1683 bei der „schönen Buche“ an der Weggabelung zwischen Grafenwiesen und Hohenwarth eine Annenwallfahrt entstanden war, wurde die Kirche 1692 auf Initiative der Grundherrschaft erbaut und 1710 erweitert. An das Langhaus mit Satteldach schließt sich im Südosten ein eingezogener, dreiseitig geschlossenen Chor an. Über dem Giebel der Fassade im Nordwesten, die mit Ochsenaugen gegliedert ist, erhebt sich ein quadratischer, mit Schindeln verkleideter Dachreiter mit Zwiebelhaube. Darin steht der Glockenstuhl. 
Der Innenraum des Langhauses ist mit einer Flachdecke überspannt, der des Chors mit einem Stichkappengewölbe. An der mit Pilastern gegliederten Brüstung der Empore sind Jesus als Salvator mundi und die zwölf Apostel dargestellt. Zur Kirchenausstattung gehört ein von je zwei Säulen flankierter Hochaltar, der mit Akanthus dekoriert ist. Im Mittelschrein des Altars steht als Gnadenbild eine kleine Statue der Anna selbdritt, eine Darstellung der heiligen Mutter Anna mit ihrer Tochter Maria und dem Enkel Jesus. Gestiftet wurde die Skulptur 1684 von dem Brauer Christoph Fleischmann, geschnitzt von Joachim Kaltenbacher aus Kötzting und farbig gefasst von Andreas Reißer aus Viechtach. Ein gemaltes Triptychon an der Südwand trug wahrscheinlich als ursprünglicher Hochaltar bis 1693 das Gnadenbild.